# Laura Maria Jesus Rodrigues
Laura Maria Jesus Rodrigues (Torres Vedras, 15 de maio de 1960) é uma professora portuguêsa, atualmente Presidente da Câmara Municipal de Torres Vedras.

## Biografia
Mestre em Proteção Integrada e licenciada em Engenharia Agronómica pelo Instituto Superior de Agronomia, dedicou 26 anos da sua vida profissional ao ensino. Para tal, obteve também formação em Ciências da Educação e em Administração Escolar. Lecionou em diversas instituições, nomeadamente em escolas públicas, no Externato de Penafirme e na Escola Profissional Agrícola Fernando Barros Leal.
Desempenhou o cargo de Diretora Pedagógica desta última escola durante cerca de 13 anos.
Entre 2005 e 2009, foi membro da Assembleia Municipal, eleita pelo Partido Socialista.
Integra o Executivo Municipal de Torres Vedras desde 2009, tendo inicialmente assumido os pelouros da Educação e da Atividade Física. Em outubro de 2017, passou também a tutelar as áreas das Finanças e da Contratação Pública.
Desde dezembro de 2015, exerceu funções como vice-presidente da Câmara Municipal de Torres Vedras e como vogal do Conselho de Administração dos Serviços Municipalizados de Água e Saneamento (SMAS). Em maio de 2021, assumiu a presidência da Câmara Municipal de Torres Vedras, na sequência do falecimento do então presidente, Carlos Bernardes.